# マシュー・プラット

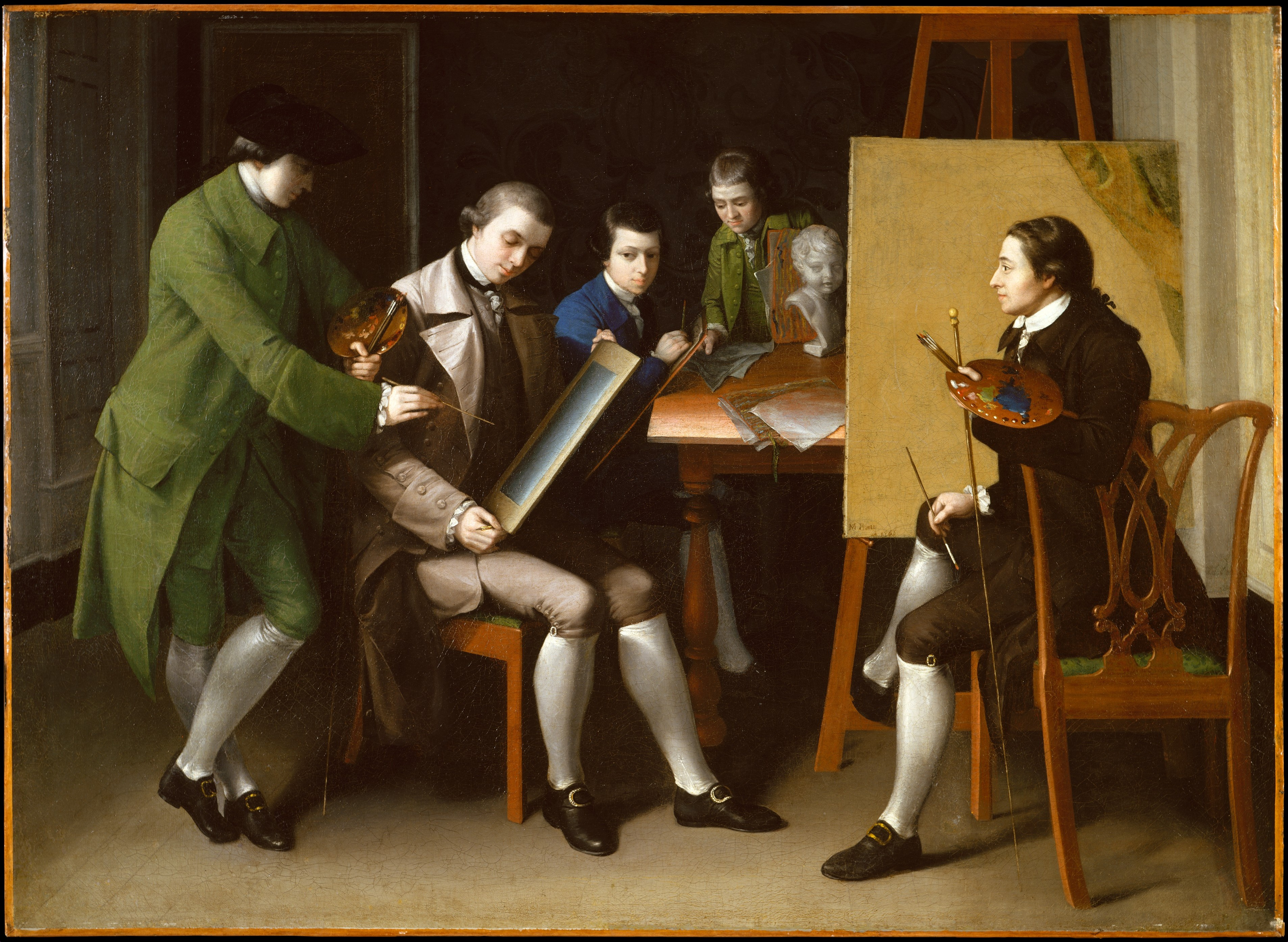
マシュー・プラット作「アメリカ派」(1765)
メトロポリタン美術館

マシュー・プラット（Matthew Pratt、1734年9月23日 - 1805年1月9日）は、アメリカの肖像画家である。

## 略歴
当時ペンシルベニア植民地であったフィラデルフィアの宝石商の息子に生まれた。母方の叔父のジェームズ・クレイプール(James Claypoole, Sr.: c.1720-1784)は家具職人で、肖像画家で、1745年ころから叔父から絵を学んだ。クレイプールはスウェーデン生まれの画家ヘッセリウス(Gustavus Hesselius)から肖像画を学んだ人物である。1760年にプラットは結婚した。
1764年にいとこのBetsey Shewellがイギリスで画家として成功していたベンジャミン・ウエスト(1738-1820)と結婚することになり、プラットも
この女性と同行して、イギリスに渡った。2年半の間、イギリスでウエストの工房で、はじめ弟子として、後に共同経営者として働いた。この時期に、ウエストとプラットを描いた「アメリカ派(The American School)」(1765)という作品を描き、この作品は現在メトロポリタン美術館に収蔵されている。
1768年にアメリカに戻ると肖像画家として働いた。後にイギリスに渡って有名になる画家のジョン・シングルトン・コプリー(1738-1815)とも知り合った。1771年からはニューヨークで働き、1773年からはヴァージニアで働いた。新聞に広告をだして肖像画の注文を集めるという形で肖像画を描いた。アメリカ独立戦争が始まった後は、肖像画の仕事は減ることになり、叔父のクレイプールがしていたように、肖像画や装飾を扱う会社「 Pratt, Rutter & Co.」を設立した
。フィラデルフィアで没した。

## 作品

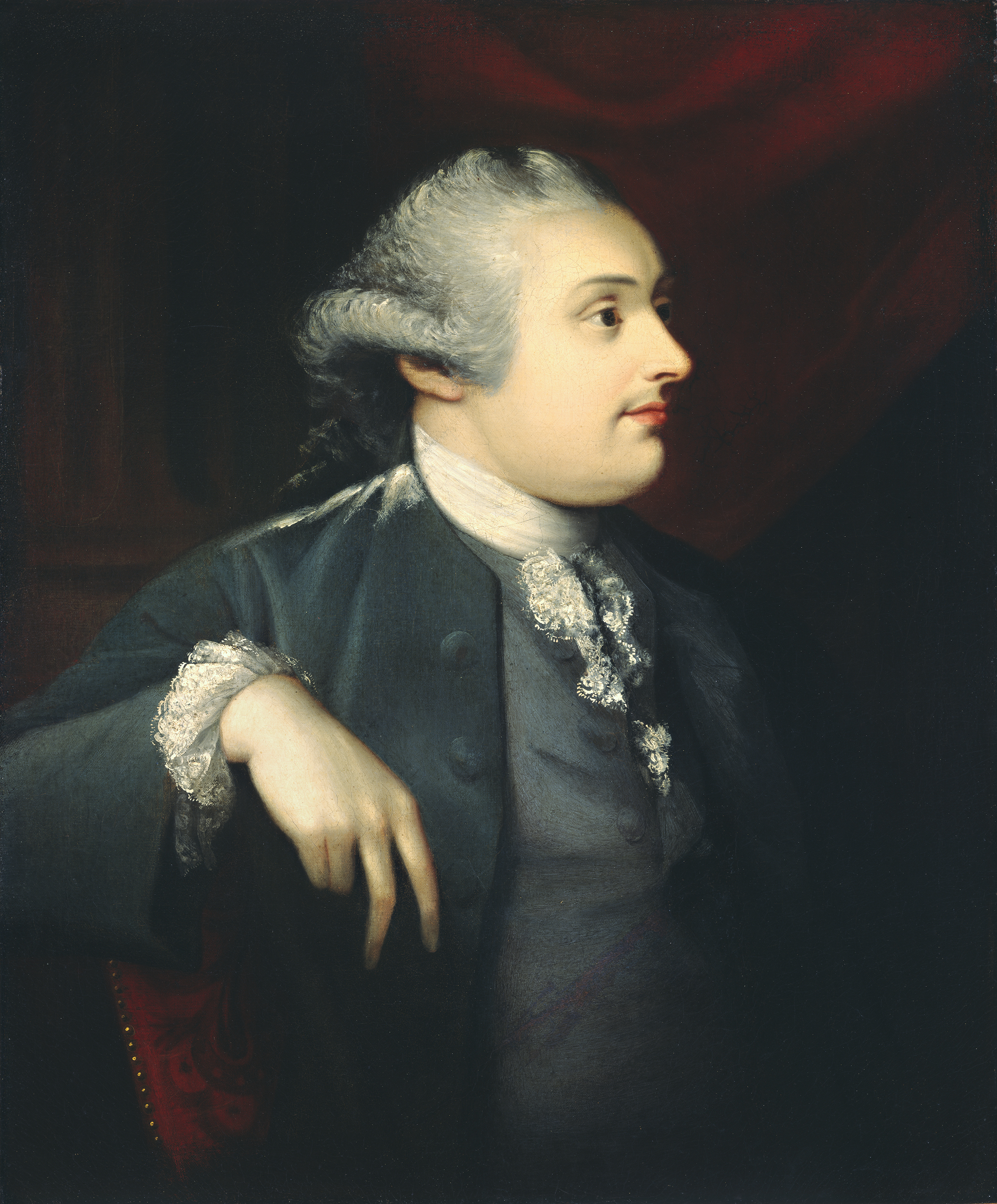
第3代ポートランド公爵(c.1774) ナショナル・ギャラリー (ワシントン)
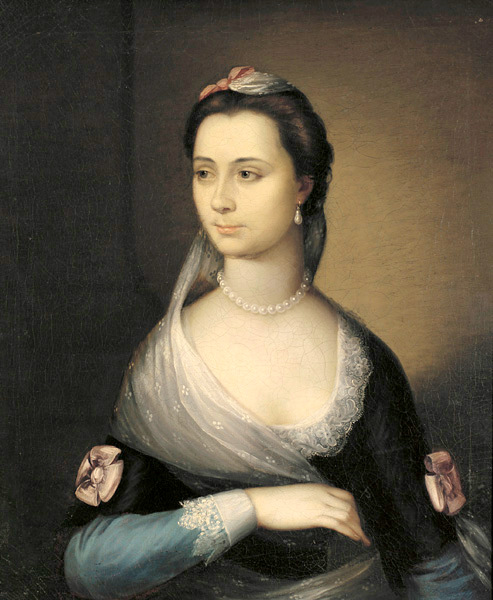
ベンジャミン・ウエストの妻
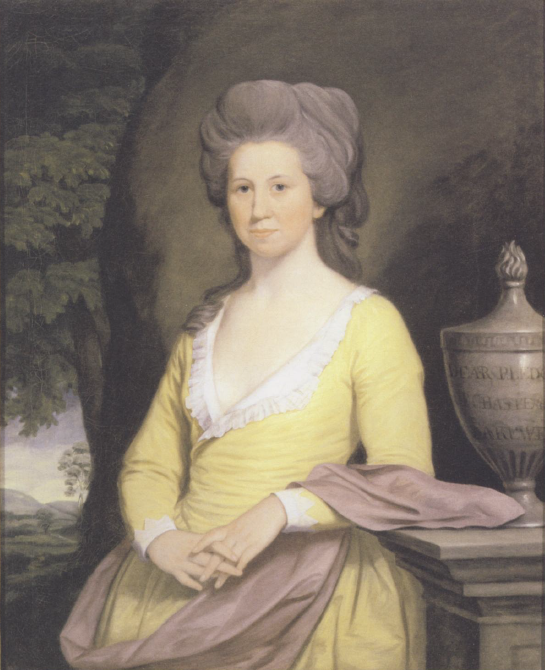
" Portrait of Elizabeth Willing Powel" (1793) ペンシルベニア美術アカデミー